# Саблин, Юрий Владимирович
Ю́рий (Георгий) Влади́мирович Са́блин (12 [24] ноября 1897, Юрьев, Лифляндская губерния — 20 июня 1937) — русский революционер, эсер (1915—1917), левый эсер (1915—1917), командир РККА (с 1917), большевик (с 1918), расстрелян в ходе репрессий в РККА (1937).

## Биография
Отец, Владимир Михайлович Саблин, замешан в антиправительственной агитации среди студентов и накануне коронации Николая II 1896 году был выслан полицией из Москвы в Юрьев. Вместе с мужем поехала жена — Варвара Фёдоровна Корш (1877—1955), дочь Фёдора Адамовича Корша. 24 ноября 1897 года в семье появился первенец — Юрий Владимирович Саблин. В Юрьеве семья прожила два года, после чего вернулась в Москву, где родились ещё 2 сыновей — Владимир и Игорь (1898—1979). В 1902 году родители развелись, дети остались жить с отцом. Вскоре отец женился на Тамаре Васильевне Демидовой (1880—1960), падчерице адвоката Плевако, в этом браке родились дети Наталья (1906—1979), Татьяна (1909—1933), Всеволод (1913—1952).
В 1915 году окончил 7 классов гимназии. Учился в Московском коммерческом институте, одновременно посещая лекции Московского университета. В 1915 году стал эсером. В 1916 году, после окончания первого курса института, добровольно вступил в армию как вольноопределяющийся. Принимал участие в боях Первой мировой войны как младший фейерверкер артиллерийской батареи на Юго-Западном и Румынском фронтах. Был отравлен газами и госпитализирован. После выписки из госпиталя окончил 2-ю Московскую школу прапорщиков в 1917 году, служил в 56-м запасном пехотном полку младшим офицером роты в звании прапорщика.
Поддержал Февральскую революцию, с марта 1917 года — член исполкома Московского совета от левых эсеров. Был военным комиссаром обороны Московского района по назначению Народного комиссариата по военным делам. На 2-м Всероссийском съезде Советов избран членом ЦИК, был членом штаба Московского военно-революционного комитета. В октябре 1917 года участвовал в восстании в Москве против власти Временного правительства, командовал отрядом восставших, занявших оборону у Никитских ворот. После установления советской власти в Москве стал членом Президиума Моссовета.
В декабре 1917 года возглавил 1-й Московский революционный отряд, направленный против войск генерала Каледина и войск Центральной Рады на Украине. Командуя Северным участком Юго-Восточного фронта, участвовал во взятии Новочеркасска. По воспоминаниям А. Чекирисова, в феврале 1918 командовал 12 красным полком, но вошел в конфликт с большевиками Краматорска и был ими арестован и отправлен в Харьков. С марта по апрель 1918 года командующий 4 армией. С апреля по июль 1918 — комиссар Московского района Западной завесы. Участник левоэсеровского мятежа в Москве в июле 1918 года, в организации мятежников занимал должность начальника штаба ЦК партии левых эсеров. Был арестован в Саратове 16 июля 1918 года при участии Якова Ермана. Революционный трибунал при ВЦИК 27 ноября 1918 года приговорил его к одному году лишения свободы, но уже 29 ноября был амнистирован из-за признания заслуг перед революцией.
С декабря 1918 года командовал «красными» в Харьковском регионе, возглавил Купянский левоэсеровский ревком. Во время Гражданской войны вступил в РККА, командовал или был комиссаром в соединениях:
- 12.1918-07.1919 — командир 11-го Украинского советского полка;
- 07.1919-10.1919 — командир 3-й бригады 41-й стрелковой дивизии;
- 10.1919-11.1919 — командир группы войск 14-й армии;
- 12.11.1919-3.01.1920 — командир 41-й стрелковой дивизии;
- 20.2.1920-14.3.1920 — командир Эстонской стрелковой дивизии;
- 02.04.1920-14.06.1920 — командир 46-й стрелковой дивизии;
- 02.07.1920-31.07.1920 — командующий Правобережной группой войск 13-й армии;
- 17.07.1920-07.08.1920 — начальник 52-й стрелковой дивизии;
- 20.08.1920-20.09.1920 — Начальник сводной кавалерийской дивизии;
- 20.10.1920-20.11.1920 — командир отдельной кавалерийской бригады 6-й армии;
- 10.12.1920 −19.04.1921 — начальник 16-й кавалерийской дивизии;

Оказавшись в Петрограде в марте 1921 года как делегат 10-го съезда РКП(б), участвовал в подавлении Кронштадтского восстания; с 14.03.1921 помощник командующего Южной группой войск 7-й Отдельной армии
После окончания Гражданской войны продолжил службу в армии.
- 1921—1923 — проходил обучение в Военной академии РККА, окончил Военно-академические курсы высшего комсостава РККА (1923 год), во время учёбы был ответственным секретарем президиума Военно-научного общества академии и заведующим военным отделом газеты «Известия». После окончания учёбы продолжил службу в ВВС, проходя обучение в том числе как пилот самолёта-наблюдателя.
- 03.1925 — начальник штаба ВВС Туркестанского фронта и в этом же году окончил КУВНАС. Участник борьбы с басмачеством в Средней Азии и Туркестане. Был признан негодным к летной службе по состоянию здоровья.
- 11.1925 — командир 99-й стрелковой дивизии.
- 07.1930- 02.1931 — заместитель начальника и начальник учебного отдела курсов КУВНАС РККА.
- 02.1931-05.1931 — помощник инспектора пехоты РККА и одновременно руководитель военного обучения в Коммунистическом университете трудящихся Востока.
- 05.1931 начальник 52-го управления военно-строительных работ (УНР-52) и комендант Летического укрепленного района.
- 02.1936 — 25.09.1936 командир 97-й стрелковой дивизии.

Награждён двумя орденами Красного Знамени в 1921 году, причем первый орден получил одним из первых — с порядковым номером 5 (по другой версии орден № 5 получил Думенко), позже повторно награждён этим же орденом.

Награждается вторично орденом Красного Знамени бывший начальник 46-й стрелковой дивизии тов. Саблин Юрий Владимирович за то, что в упорной борьбе с врагами рабоче-крестьянской власти на Украине в 1920 году он неизменно проявлял мужество и храбрость, способствуя своей выдающейся боевой деятельностью уничтожению южной контрреволюции. В боях с десантным отрядом армии Врангеля, юго-восточнее города Мелитополь, с 15 по 17 апреля 1920 года тов. Саблин, умело и энергично руководя боевой работой дивизии, сломил упорство врага и отбросил его к морю, где отряд противника был частью потоплен, частью взят в плен— Из приказа Реввоенсовета Республики № 226 от 31 июля 1921 года.
Арест и гибель
Арестован 25 сентября 1936 года.  19 июня 1937 года расстрелян по обвинению в принадлежности к антисоветской организации.  После смерти Сталина  посмертно реабилитирован  (12 декабря 1956 года).

## Семья
Первая жена — Величко Галина Николаевна (1903—1939), вторая жена — Саблина Антонина Ефимова, сын от первого брака — Леонид Юрьевич Саблин (род. 1932), после ареста отца и смерти матери воспитывался бабушкой — Варварой Фёдоровной Корш-Саблиной и в семье своего дяди, Саблина Игоря Владимировича, который также неоднократно арестовывался.

## Отзывы современников
И. А. Бунин писал о назначении Саблина военным комиссаром Московского района:

Юрка Саблин, — командующий войсками! Двадцатилетний мальчишка, специалист по кэкуоку, конфектно-хорошенький… 

(запись в дневнике, 25 февраля 1918)

Журналист В.Курганов в еженедельнике «Донская волна» писал о Саблине:
«Самый молодой из главковерхов, самый буржуазный из них. Сын известного московского книгоиздателя, внук известного московского антрепренера, любимец литературной и театральной молодежи Юрий Владимирович Саблин стал главковерхом советских войск и во главе их 13 февраля вступил победителем в Новочеркасск. Не подписал ни одного смертного приговора. Сам расстрелял шестьдесят своих красноармейцев за грабежи и насилия. Никого не ограбил и за деньги купил два фунта шоколадных конфект в офицерском магазине. Жил не в отелях, а в вагонах. Спас несколько жизней по старой дружбе, по московским воспоминаниям. И все-таки главковерх.
Облеченный полнотой военной власти — командующий четвертой советской армией Юрочка Саблин кушал конфекты, посещал театры и подписывал бумаги, не читая. Шел, позвякивая изящными шпорами, поглядывая на хорошие золотые часы на изящной руке, шел по крови и верил, что все, что он делает, хорошо. Родись он несколько десятков лет назад, он бы убежал из гимназии в Америку и на глухой русской станции, где пахнет щами и онучами, объявил бы себя индейцем или Монтигомо Ястребиным когтем. Пришла революция, Юрочка запоздал родиться — стал главковерхом. <...>
... Сам он был анекдот-главковерхом. Пришел на Дон советскую власть утверждать, не зная Дона, его уклада и его нравов. На все открывал глаза и искренно изумлялся. Играл в революцию, как в детстве в солдатики.

Век пришел жестокий и у Юрочки вместо оловяных солдатиков оказались живые люди. И живые люди стреляли в живых людей. А Юрочка звякал шпорами и кушал конфекты. <...> Взять бы у него шпоры, револьвер, дать ему конфект и усадить в детской, нарядить его индейцем, будь Монтигомо, но только не главковерхом. Подрос бы распорядителем на студенческий вечер. Изящный молодой человек. А он пошел по крови, вел на убийства, знал о грабежах и... кушал конфекты».
Упоминается в «Хождении по мукам» А. Н. Толстого:

Со стороны Страстной площади наседал с большевиками Саблин. Рощин знал его по Москве ещё гимназистиком, ангельски хорошеньким мальчиком с голубыми глазами и застенчивым румянцем. Было дико сопоставить юношу из интеллектуальной старомосковской семьи и этого остервенелого большевика или левого эсера, — черт их там разберет, — в длинной шинели с винтовкой, перебегающего за липами того самого, воспетого Пушкиным, Тверского бульвара, где совсем ещё так недавно добропорядочный гимназистик прогуливался с грамматикой под мышкой… Рощин сам залег за пулеметом… и когда опять выскочила из-за дерева тонкая фигура в длинной шинели, полил её свинцом. Саблин уронил винтовку и сел, схватившись за ляжку около паха

Любопытно, что его имя как литературного героя сохранялось в изданиях романа 1937—1956 годов, когда имя самого Саблина как реальной исторической личности было под запретом.
Отзыв коменданта московского Кремля Павла Малькова:
 …Вообще-то говоря, Саблин был по натуре неплохим парнем — пылким, непосредственным, хотя и ввязался в левоэсеровскую авантюру и даже играл активную роль в мятеже. Ему было всего 25 — 26 лет, не больше. Он потом пересмотрел свои позиции и перешёл к нам. В годы гражданской войны сражался в рядах Красной Армии, был красным командиром. Рассказывали, вроде воевал неплохо.

Александр Вертинский о роли Саблина в харьковских событиях 1 — 3 января 1919 года:

… Однажды вечером в Доме артистов появился заросший бородой Юрка Саблин — левый эсер. Оказалось, что он «взял» Харьков! Именно «взял» — как берут со стола серебряную ложку и прячут в карман. Ибо Харькова, по-моему, никто не защищал. Боёв никаких не было…
<…>
Он был преисполнен важности и делал загадочное лицо. Нам, во всяком случае, он был не страшен. Его отряд вскоре ушёл куда-то дальше. В городе утвердилась советская власть.

 Юрка Саблин — наш приятель по Москве. Он был внуком старика Фёдора Адамовича Корша и вырос в нашей актёрской среде. Многие из актёров помнили его ещё ребёнком. Поэтому встретили мы его как своего…
Из книги Якова Липковича «Писательский юмор»:
 «Сидят три приятеля: некий революционер Саблин, награждённый орденом Красного Знамени № 5, Владимир Маяковский и Велимир Хлебников. Каждый говорит о себе. Саблин: „Таких, как я, в стране — пять!“. Маяковский: „Таких, как я, — один!“. Хлебников: „Таких, как я, — вообще нет!“»

## Киновоплощение
- 1968 — «Шестое июля», В роли Юрия Саблина Геннадий Барков

## Фотоархив

В юности
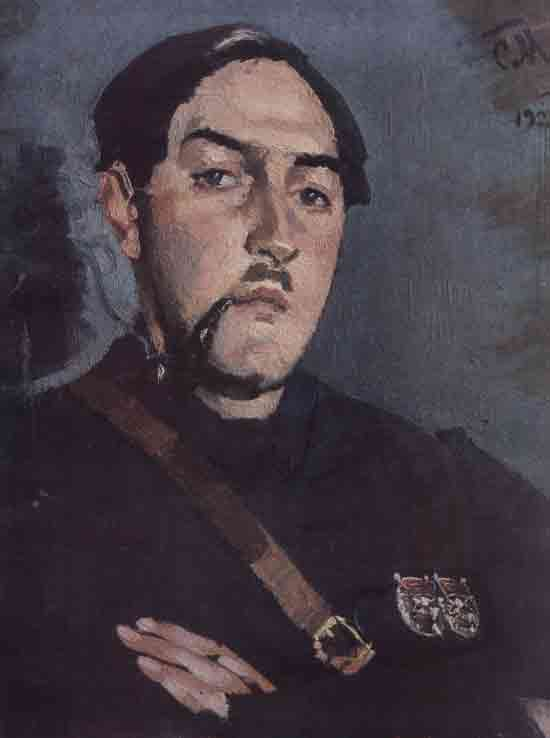
Портрет работы Сергея Малютина, 1923 год